# Американський трионікс злий
Американський трионікс злий (Apalone ferox) — вид черепах з роду американський трионікс родини трикігтеві черепахи. Інша назва «флоридська м'якотіла черепаха».

## Опис
Загальна довжина панцира досягає 45 см, ваги 20 кг. Деякі особини досягають й 43 кг. Спостерігається статевий диморфізм: самиці значно більші за самців. Голова товста та широка. Ніс витягнутий на кшталт труби. Шия доволі довга. У старих особин жують поверхні щелеп стають пласкими й широкими. Панцир майже плаский, на якому є багато шипуватих горбиків. Лапи наділені плавальними перетинки.
Колір карапаксу коливається від темно-коричневого до оливково-зеленого, пластрон має білувате або кремове забарвлення.

## Спосіб життя
Водиться у річках, нерідко зустрічається у солонуватих водах річкових естуаріїв. Практично усе життя проводить у воді. Харчується рибою, молюсками, земноводними, ракоподібними, водяними комахами. Має погану вдачу, за що й отримав свою назву.
Самиця у ямку неподалік від води відкладає від 2 до 14 яєць, вкрай рідко 25. Інкубаційний період — 3 місяці.

## Розповсюдження
Мешкає у штатах США: Південна Кароліна, Джорджія, Флорида, Алабама.